# 揚二世 (奧帕瓦)
揚二世（捷克語：Jan II. Opavský，約1365年—1424年），奧帕瓦-拉蒂博日公爵，揚一世的長子。

## 家庭
1407年，揚二世與海倫娜·科里布托娃結婚，兩人共有2子1女：
1. 瓦茨拉夫（約1405年—1456年）
2. 米庫拉斯（約1409年—1452年）
3. 瑪克塔（1410年—1459年），與馬佐夫舍的謝莫維特五世結婚